# Славко Мунћан
Славко Мунћан, познат као Сава и Саша (Крушчица, код Беле Цркве, 6. јун 1910 — Вршац, 5. септембар 1941) био је учесник Народноослободилачке борбе и народни херој Југославије.

## Биографија
Рођен је 6. јуна 1910. године у селу Крушчица, код Беле Цркве. Основну школу је завршио у родном месту, а гимназију је похађао у Белој Цркви (шест разреда) и у Вршцу (два разреда и матура). Године 1930. уписао се на Правни факултет у Београду.
Још као ученик вршачке гимназије, приступио је револуционарном омладинском покрету и био члан прве организације, Савеза комунистичке омладине Југославије (СКОЈ), формиране у Вршцу. Касније као студент, активно је учествовао у раду студентског покрета на Београдском универзитету и био учесник демонстрација и других акција усмерених против тадашњег владајућег режима Краљевине Југославије. Као један од најактивнијих студента-комуниста из Баната, око себе је окупио и друге младе студенте из Баната — Дејана Бранкова, Страхињу Стефановића, Марка Стојановића и др. У чланство, тада илегалне Комунистичке партије Југославије (КПЈ) примљен је почетком 1933. године.
После фебруарских студентских демонстрација, 1933. године, био је ухапшен са стотинама других студената. Приликом претреса његовог стана полиција је пронашла илегалне књиге и партијски материјал, због чега је задржан у притвору. После месец дана пуштен је на слободу, али је искључен са факултета и протеран у родно место. По повратку у родни крај, није могао да нађе запослење, а пошто је остао без права на ванредно полагање испита, све своје слободно време је посветио партијско-револуционаром раду. Радио је на организовању нових и јачању постојећих организација КПЈ и СКОЈ-а. Иако је био под сталном присмотром полиције, то га није омело у даљем раду.
Године 1935. изабран је за секретара Среског комитета КПЈ за Белу Цркву, а после изласка Жарка Зрењанина Уче из затвора, априла 1936. године, успоставио је сарадњу са њим и са Окружним комитетом КПЈ за јужни Банат, чији је Жарко био секретар. Њих двојица су заједно радили на организовању легалних спортских друштава и просветно-културних секција по селима, преко којих је КПЈ остваривала утицај на шире народне масе. Посебно су имали значајне резултате у прикупљању помоћи и слању добровољаца у Шпанију, током 1936. године.
Када је 1936. године, дошло до велике полицијске провале у партијску организацију Војводине, Славко је био ухапшен. Иако је приликом ислеђивања у полицији био подвргнут мучењу, није ништа признао. Државни суд за заштиту државе осудио ге је тада на две године робије, које је издржао у затвору у Сремској Митровици. После изласка из затвора, наставио је да ради на организовању партијских и скојевских организација. Поново је био постављен за секретара Среског комитета КПЈ за Белу Цркву и често одлазио у Вршац, где је помагао у раду тамошњој партијској организацији. Септембра 1940. године био је један од организатора Шесте покрајинске конференције ПК КПЈ за Војводину, која је одржана у Сремској Каменици. На конференцији је био изабран за члана Бироа Покрајинског комитета КПЈ за Војводину и секретара Окружног комитета КПЈ за јужни Банат.
Као секретар Окружног комитета, активно је радио на организовању партијског живота у јужном Банату, а после Априлског рата и окупације Југославије, 1941. године, и на организовању оружане борбе. У првим недељама окупације, заједно са Жарком Зрењанином организовао је неколико партијских саветовања на којима је анализирана актуелна ситуација у земљи и свету. У овом периоду Славко је активно сарађивао са Стеваном Јовановићем, кога му је у помоћ упутио Покрајински комитет КПЈ за Војводину. Они су до половине јула успели да организију неколико десетина оружаних и ударних група, као и знатну количину оружја и другог ратног материјала.
Славко је учествовао у формирању првог партизанског одреда у Војводини — Јужнобанатског НОП одреда, који је 11. јула 1941. године, извео прву оружану акцију код села Војловице. Одред је, после ове акције, био опкољен и уништен, а његова акција је изазвала безобзирне рације у Панчеву и околини. После овога, Славко је прешао у Вршац, где га је 5. септембра 1941. године, на улици препознао један фолксдојчер и пријавио га Гестапоу, који га је одмах потом пронашао. Приликом хапшења Славко је пружио отпор и покушао да се спаси бекством, али када је увидео да је опкољен, извршио је самоубиство да не би жив пао непријатељу у руке.
Указом председника ФНР Југославије Јосипа Броза Тита 7. јула 1953. проглашен је за народног хероја.